# 295 (numero)
Duecentonovantacinque (295) è il numero naturale dopo il 294 e prima del 296.

## Proprietà matematiche
- È un numero dispari.
- È un numero composto con 4 divisori: 1, 5, 59, 295. Poiché la somma dei suoi divisori (escluso il numero stesso) è 65 < 295, è un numero difettivo.
- È un numero semiprimo.
- È parte delle terne pitagoriche (177, 236, 295), (295, 708, 767), (295, 1728, 1753), (295, 8700, 8705), (295, 43512, 43513).
- È un numero congruente.
- È un numero odioso.

## Astronomia
- 295P/LINEAR è una cometa periodica del sistema solare.
- 295 Theresia è un asteroide della fascia principale del sistema solare.

## Astronautica
- Cosmos 295 è un satellite artificiale russo.